# Søren Terkelsen
Søren Terkelsen (ca. 1590 - 1656 of 1657) was een Deense dichter en vertaler. Hij is vooral bekend door zijn liederen.
Terkelsen was werkzaam als douanier in Glückstadt, een stad in Sleeswijk-Holstein die onder het gezag van koning Christiaan IV van Denemarken viel. In 1645 begon hij aan een Deense vertaling van de pastorale roman Astrée van Honoré d'Urfé. Hij vertaalde niet rechtstreeks uit het Frans, maar gebruikte een Duitse vertaling. In 1648 publiceerde hij de eerste twaalf boeken van d'Urfé’s lijvige roman in het Deens.
De rest bleef onvertaald. Terkelsen richtte zijn aandacht op een nieuw project. In Astrée wordt de verhaallijn regelmatig onderbroken door een lied. Terkelsen wilde die liederen graag publiceren in Deense vertaling met de melodie erbij, maar de melodieën kende hij niet en het lukte hem ook niet om ze te pakken te krijgen. In plaats daarvan nam hij liederen van de Duitse muzikant en lieddichter Gabriel Voigtländer en een handvol wereldlijke liederen van de Duitse dominee-dichter Johann Rist, die door Johann Schop op muziek waren gezet. Daarvan kende hij de melodie wel. Hij vertaalde ze in het Deens, soms zeer vrij, en bij enkele melodieën verzon hij zelf een tekst. Hij gaf ze in de jaren 1648-1654 uit in drie delen onder de naam Astree Siunge-Choer (‘Astrees zangkoor’). Met de Astrée heeft de bundel dus alleen nog de naam gemeen.
Astree Siunge-Choer is Terkelsens bekendste werk. Het was de eerste gedrukte bundel met wereldlijke liederen in het Deens. De liederen genoten al snel een grote populariteit. De lutherse bisschop Thomas Kingo publiceerde in 1674 en 1681 twee bundels geestelijke liederen op melodieën uit Astree Siunge-Choer onder de naam Aandelige Siunge-Koor (‘Geestelijk zangkoor’).
Terkelsen vertaalde ook (ditmaal rechtstreeks uit het Nederlands) twee episodes uit de Trou-ringh en het gedicht Galathea of herders-minneklagt van Jacob Cats. Ze werden achtereenvolgens gepubliceerd in 1653, 1656 en 1656.

## Gebruikte literatuur
- Søren Terkelsen (c. 1590-1656/57)
- Tekst in het boekje bij de cd Music from the time of Christian IV: Songs and harpsichord music, BIS CD-391

- Gemeinsame Normdatei: 130092398
- International Standard Name Identifier: 0000 0000 4205 2440
- Library of Congress Control Number: n89638803
- Nationale Bibliotheek van Israël: 987007378259205171
- Nederlandse Thesaurus van Auteursnamen: 109485734
- Virtual International Authority File: 70027357
- WorldCat: E39PBJghvB7yCv4tgTvdX7Ytrq